# El Vapor
El Vapor fou un periòdic mercantil, polític i literari editat en castellà a Barcelona durant el quadrienni 1833-1837. El primer número d'El Vapor es publicà el 22 de març de 1833.
Primer apareixia tres vegades la setmana; del 12 de juny fins al 31 de desembre de 1834, quatre; i finalment el gener de 1835 va esdevenir un diari. De tendència liberal, tingué una gran acollida entre la població. Es tractava d'una publicació de contingut polític, mercantil i literari. Publicà el poema Oda a la pàtria, de Bonaventura Carles Aribau, un dels iniciadors del moviment de la Renaixença catalana. El Vapor es considera successor d'El Europeo com a portaveu del romanticisme i del progressisme.
Un dels seus articulistes, el liberal progressista Josep Andreu, va marxar-ne en desacord amb el propietari i va fundar un nou diari que li fes la competència, El Nuevo Vapor, però que va acabar desapareixent aviat per manca d'un suport financer sòlid.